# Mimodiadelia brunnea
Mimodiadelia brunnea là một loài bọ cánh cứng trong họ Cerambycidae.